# Fondeadero Montevideo
Der Fondeadero Montevideo (spanisch) ist eine Bucht an der Südküste von King George Island im Archipel der Südlichen Shetlandinseln. Sie liegt am Südufer des Ezcurra-Fjords.
Die Fünfte Französische Antarktisexpedition (1908–1910) unter der Leitung des Polarforschers Jean-Baptiste Charcot nutzte sie als Ankerplatz. Benannt ist sie nach der uruguayischen Hauptstadt Montevideo, deren Einwohner der Expedition behilflich waren.